# Assia Kadihaya
Assia Kadihaya, née le 6 mars 1989, est une haltérophile marocaine.

## Carrière
Assia Kadihaya est médaillée d'argent à l'arraché, à l'épaulé-jeté et au total dans la catégorie des moins de 53 kg aux Championnats d'Afrique 2010 à Yaoundé.  